# (34371) 2000 RC43
2000 RC43 (asteroide 34371) é um asteroide da cintura principal. Possui uma excentricidade de 0.19046710 e uma inclinação de 10.37127º.
Este asteroide foi descoberto no dia 3 de setembro de 2000 por LINEAR em Socorro.